# 사천 금성리 토성지
사천 금성리 토성지(泗川 金成里 土城址)는 대한민국 경상남도 사천시 곤명면 금성리에 있는 토성(土城)이다. 1997년 12월 31일 경상남도의 기념물 제177호로 지정되었다.

## 개요
경상남도 사천시 곤명면 금성리 뒷산에 있으며, 산 정상 아래쪽 테를 맨 모양으로 둘러쌓은 성곽으로 대부분 흙으로 쌓은 산성이다.
산성의 둘레는 약 2㎞이고 넓이는 약 8000평인데, 지금은 둘레 100m, 너비 1.5m 가량의 흔적만 남아 있을 뿐 성지는 대부분 과수원으로 개간되어 있다. 이곳에서 금동제마상 1개, 철제장검 1개, 민무늬토기조각, 기와조각 등 많은 유물이 출토되었다. 특히 기와조각에는 ‘삼정(三井)’이라고 새긴 글자를 통해 신라 때 기와로 보고 있다.
성을 쌓은 시기는 확실치 않으나 경남지방의 축성활동과 출토된 유물 등으로 미루어 삼국시대 때 쌓은 산성으로 추정하고 있다.

## 참고 자료
- 사천 금성리 토성지 - 국가유산청 국가유산포털